# Davis Promontory
Das Davis Promontory ist ein vollständig verschneites und nach Süden ausgerichtetes Vorgebirge (englisch promontory) im westantarktischen Ellsworthland. Es ragt nahe dem nordöstlichen Ende des Havola Escarpment auf.
Eine Mannschaft des United States Antarctic Research Program zur Erkundung der Horlick Mountains nahm zwischen 1961 und 1962 Vermessungen des Gebirges vor. Das Advisory Committee on Antarctic Names benannte es 1962 nach Walter L. Davis (1926–2009), leitender Baumechaniker bei der US Navy, der 1957 auf der Ellsworth-Station und 1960 auf der Byrd-Station überwintert hatte sowie zwischen 1960 und 1961 zu einer elfköpfigen Mannschaft gehört hatte, die von der Byrd-Station aus den geografischen Südpol mittels Zugmaschinen erreichte.